# Дмитриј Максимович Књажевич
Дмитриј Максимович Књажевич (рус. Дмитрий Максимович Княжевич)је био царски руски војник и олимпијски мачевалац. Такмичио се у појединачним дисциплинама на флорету и тимском мачу на Летњим олимпијским играма 1912. године.
Дмитриј Максимович Књажевич је учествовао у Руско-јапанском рату и касније у Првом светском рату, током којих је унапређен у генерал-мајора. Године 1918. током Руског грађанског рата, погинуо је у борби против бољшевика.

## Белешке
1. ↑  енгл.